# Cifra kankalin
A cifra kankalin vagy medvefülkankalin (Primula auricula) a kankalinfélék (Primulaceae) családjába  tartozó, fokozottan védett reliktum faj.

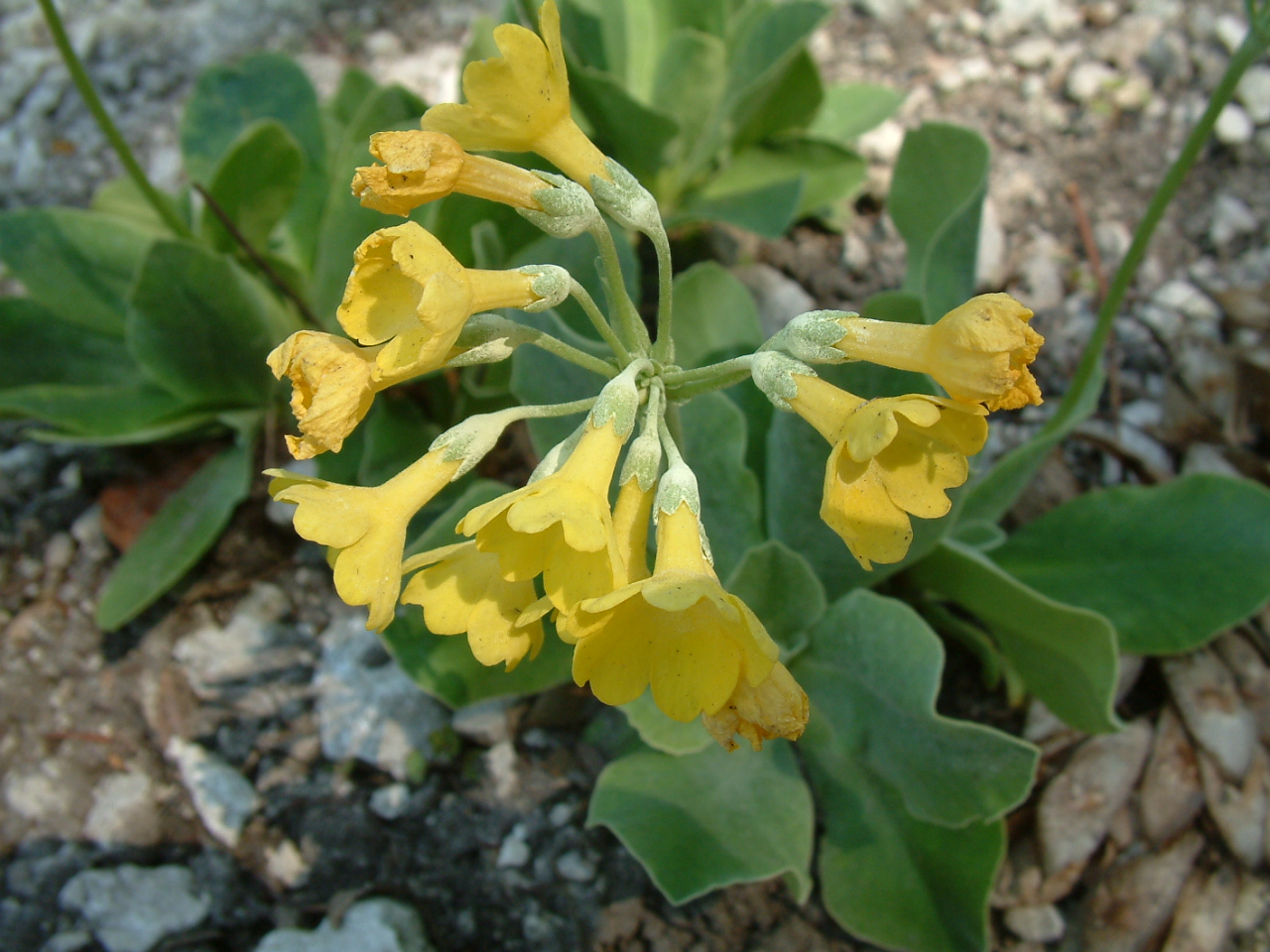
A medvefül kankalin

## Leírása
5–25 cm magas, tőlevélrózsás évelő. Tőlevelei húsosak, kövérek, 2–12 cm hosszúak, 2–6 cm szélesek, szélei befelé göngyöltek, szélesek, kerek visszás tojásdadok, a nyél felé keskenyedők, épszélűek vagy tompán fogasak, porcosak és apró mirigyszőrösek, de nem lisztesek. A virágok világossárgák, 1–2 cm szélesek, 4-12 virágból álló ernyőben nyílnak, illatosak. A virágernyő murvái széles-tojásdadok, a kocsányoknál sokkal rövidebbek, mint ahogyan a csésze is sokkal rövidebb a párta csövénél. 
Április-májusban virágzik.

## Élőhelye
Az évelő cifra kankalin elsősorban az alhavasi, havasi öv szikláin, sziklahasadékaiban és sziklagyepeiben él, de az Alpok előterében előfordul lápréteken is. Kedveli a szivárgásoktól nedves, sok meszet és kevés humuszt tartalmazó, köves talajt.
A Magyarországon önálló alfajként (subspecies hungarica) leírt cifra kankalin a nyílt és a zárt dolomitgyepekben, az északias fekvésű bükkösök és a karszterdők érintkezési vonalában fordul elő a Dunántúli-középhegységben (Vértes, Bakony, Keszthelyi-fennsík). A Kárpátokban és az Alpokban (az utóbbi területén 2500 méter felett is) élő alfajtól eltérően levelei nem lisztesek, hanem apró mirigyszőrösek.